# HNNY
 (mars 2019).
HNNY (pour honey, « miel »), de son nom civil Johan Cederberg, est un musicien et producteur suédois de musique électronique originaire de Malmö.

## Discographie
- For The Very First Time (2012)
- Yearning  (2013)
- Tears (2013)
- Yum001 (2014)
- Carefree (2015)
- Sunday (2015)
- Ta Paus (2017)